# 2210 Lois
2210 Lois è un asteroide della fascia principale. Scoperto nel 1960, presenta un'orbita caratterizzata da un semiasse maggiore pari a 2,4031849 UA e da un'eccentricità di 0,2280541, inclinata di 2,92904° rispetto all'eclittica.